# Trimerotropis cyaneipennis
Trimerotropis cyaneipennis es una especie de saltamontes perteneciente a la familia Acrididae. Se encuentra en Norteamérica.